# Walter Everaerd
Walter Theo Anne Marie Everaerd (Sint Jansteen, 4 augustus 1937 − Bloemendaal, 4 oktober 2019) was een gewoon hoogleraar algemene klinische psychologie aan de Universiteit van Amsterdam.

## Biografie
Everaerd werd geboren als zoon van een Nederlandse vader en een Belgische moeder. Hij groeide op in Hulst. Na zijn dienstplicht ging hij in 1958 scheikunde studeren aan de Rijksuniversiteit te Utrecht, maar hij stapte al snel over naar psychologie. Hij studeerde onder andere bij Johannes Linschoten en Jos Dijkhuis. Everaerd deed in 1962 zijn kandidaatsexamen en in 1964 zijn doctoraal examen psychologie. In 1970 promoveerde hij aan de Rijksuniversiteit te Utrecht op Operante konditionering met chronisch psychiatrische patiënten. Vervolgens specialiseerde hij zich in seksuologie en schreef bijdragen voor het Nederlands Instituut voor Sociaal Sexuologisch Onderzoek (NISSO). In 1979 werkte hij mee aan een Teleac-serie/-cursus over seksualiteit. Everaerd was lid van het eerste bestuur van de in 1981 opgerichte Nederlandse Wetenschappelijke Vereniging voor Seksuologie. In 1986 werkte hij mee aan het tweedelige werk Psychologie in Nederland 1985. Van 1993 tot 2006 werkte hij mee aan het losbladige Handboek klinische psychologie. Per 1 februari 1986 werd hij gewoon hoogleraar algemene klinische psychologie aan de Universiteit van Amsterdam, waar hij tevens dekaan was; volgens de universiteit was hij 'gezichtsbepalend' voor de geschiedenis en ontwikkeling van haar afdeling psychologie. Op 28 juni 2002 ging hij met emeritaat.
Walter Everaerd was (co-)auteur van meer dan 260 publicaties (artikelen, hoofdstukken, etc.) en promotor van 60 dissertaties. Onder andere Jos Frenken, Erick Janssen, Ellen Laan, Theo Sandfort en Adriaan Tuiten zijn bij hem gepromoveerd. Hij was president van de International Academy of Sex Research, seksuoloog van het jaar van de Poolse Seksuologische Academie, en ontving de Gold Medal van de World Association for Sexual health, de prestigieuze Heymansprijs van het Nederlands Instituut voor Psychologen, en de Van Emde Boas-van Ussel prijs. Hij overleed in 2019 op 82-jarige leeftijd.